# Bent Larsen (sakkozó)
Jørgen Bent Larsen (Thisted, 1935. március 4. – Buenos Aires, 2010. szeptember 9.) dán sakkozó, nagymester, dán sakkbajnok.
Négyszer volt világbajnokjelölt: 1965-ben, 1968-ban, 1971-ben és 1977-ben. Három zónaközi versenyt nyert, 1964-ben Amszterdamban, 1967-ben Sousse-ban és 1976-ban Bielben. Pályafutása folyamán erős nemzetközi versenyek tucatjait nyerte meg és ő kapta az első Sakk-Oscar-díjat, 1967-ben.
Minden idők legjobb dán sakkozójának tartják és a legjobb skandináv sakkozónak, legalábbis Magnus Carlsen megjelenéséig.
Az 1970-es évek elejétől az év egy részét Las Palmasban és Buenos Airesben töltötte argentin származású feleségével. 2010-ben Buenos Airesben hunyt el.
A FIDE értékszámítása szerinti legmagasabb pontszámát, 2660 Élő-pontot 1971 januárjában érte el, a világranglistán a legjobb helyezése a 3. volt. A chessmetrics számításai szerint 1971 januárban az értékszáma 2755 volt.

## Fordítás
- Ez a szócikk részben vagy egészben  a   Bent Larsen című angol Wikipédia-szócikk ezen változatának fordításán alapul.  Az eredeti cikk szerkesztőit annak laptörténete sorolja fel. Ez a jelzés csupán a megfogalmazás eredetét és a szerzői jogokat jelzi, nem szolgál a cikkben szereplő információk forrásmegjelöléseként.